# Falkensteen
Falkensteen er en gammel hovedgård, som nævnes første gang i 1460 og blev kaldt Pebringe. Gården ligger i Gerlev Sogn i Slagelse Kommune. Hovedbygningen der er   opført i 1775 er ligesom  Bueladen nord for hovedbygningen fredet. Bueladen er bygget i 1862
Falkensteen Gods er på 268 hektar.

## Ejere af Falkensteen
- (1362-1383) Peder Tuesen
- (1383-1400) Johannes Sosadal
- (1400-1420) Niels Jensen Sosadal / Jens Jensen Sosadal
- (1420-1438) Erik Jensen Sosadal
- (1438-1460) Barvid Pedersen
- (1460-1490) Jens Hvass
- (1490-1550) Slægten Hvass
- (1550-1663) Kronen
- (1663-1695) Jens Ebbesen
- (1695-1698) Cathrine Jørgensdatter gift Ebbesen
- (1698-1705) Frederik von Korf
- (1705-1774) Kronen
- (1774-1794) Georg Frederik Ditlev Koës
- (1794-1799) Magnus von Dernath
- (1799-1806) Constantin Brun
- (1806-1842) Johan Georg Ludvig Manthey
- (1842-1842) Boet efter Johan Georg Ludvig Manthey
- (1842-1845) Lars Trolle
- (1845-1848) J. Stampe
- (1848-1893) Jacob Jacobsen
- (1893-1897) Otto Moltke / Peter Bruun de Neergaard
- (1897-1911) Frederik Wilhelm Treschow
- (1911-1933) Carl Anton Nicolaj Lawaetz
- (1933-1967) Aage Daniel Lawaetz
- (1967-1977) Aage Daniel Lawaetz / Max Otto Lawaetz
- (1977-2008) Max Otto Lawaetz
- (2008-) Max Otto Lawaetz / Carl Aage Lawaetz